# Adalbert Lutter
 (décembre 2024).
Adalbert Lutter (né le 20 octobre 1896 à Osnabrück et mort le 28 juillet 1970 à Berlin) est un pianiste allemand, chef d'orchestre et directeur d’un des lieux de danse et de divertissement les plus connus à Berlin dans les années 1930.

## Biographie
Adalbert Lutter a fondé son premier groupe de musiciens juste après la Première Guerre mondiale à Hanovre. En 1922, il a émigré en raison de la situation économique difficile de l’Allemagne en Amérique du Sud et y est resté jusqu’en 1928. De retour en Allemagne, il a construit à Berlin un hôtel de divertissement qui fut bientôt l’un des meilleurs de la ville. Depuis 1932, il jouait régulièrement au Ufa-Palast am Zoo, dans le pavillon européen et dans le grenier du Café Berlin. Lutter a aussi travaillé avec des chanteurs comme Eric Helgar, Rudi Schuricke, le Metropol Vokalisten, les Spree Revellers, etc. Il était également chef d’orchestre à Telefunken et réalisait avec son orchestre de nombreux enregistrements dans cette société, mais aussi dans d’autres sociétés de disques comme Deutsche Grammophon.

## Principales musiques
- Donkey (sérénade)
- Du kannst nicht treu sein
- Truxa - Fox
- Einmal reichst du mir die Hand
- Spanisches Blut
- In meiner Burg am Strande
- La Violetera
- Almentanz
- Rhythmus der Freude
- Ja, wenn die Liebe nicht wär
- Hopsassa
- Bei der blonden Kathrein
- Neapolitanisches Ständchen
- Melodia
- Beim Sonnenwirt ist a Hochzeit heut'
- Carola - Carolina
- Hinter einer Düne
- Lambeth Walk Matrosentanz
- Pato cua cua
- Nach jedem Abschied gibt's ein Wiederseh'n
- Ich kann an hübschen Mädels nicht vorüber geh'n
- Ach Jette, ach Jette
- Sternschnuppen
- Es ist unmöglich, von mir nicht gefesselt zu sein
- Tango Marina
- Einmal ist keinmal
- Die Liebe ist ein Spiel zu zwei'n
- Stern von Rio
- So ein Regenwurm hat's gut
- Bel ami
- Die ganze Welt dreht sich um dich
- Auf den Winter folgt der Frühling
- Ich träum beim ersten Kuss schon von dem zweiten Kuss
- Land der Liebe
- Schenk mir dein Lächeln, Maria
- Lach ein bissel, wein ein bissel
- Es leuchten die Sterne
- Ich hab' dir zu tief in die Augen geseh'n
- Komm mit nach Madeira
- Hein spielt abends so schön auf dem Schifferklavier
- Frühling, Frühling, nimm mich in deinen Arm
- Das ist Berlin
- In deinen Armen
- Weine nicht, bricht eine schöne Frau dir das Herz
- Wenn wir heut' Nacht nach Hause geh'n
- La cumparsita
- A media luz
- Du bist alles für mich, süße kleine Mary
- Addio Venezia
- Die oder Keine (Potpourri de l'opéra de Ludwig Schmidseder)